# Aspalathus secunda
Aspalathus secunda är en ärtväxtart som beskrevs av Ernst Meyer. Aspalathus secunda ingår i släktet Aspalathus och familjen ärtväxter. Inga underarter finns listade i Catalogue of Life.